# Giulio Cesare Fontana

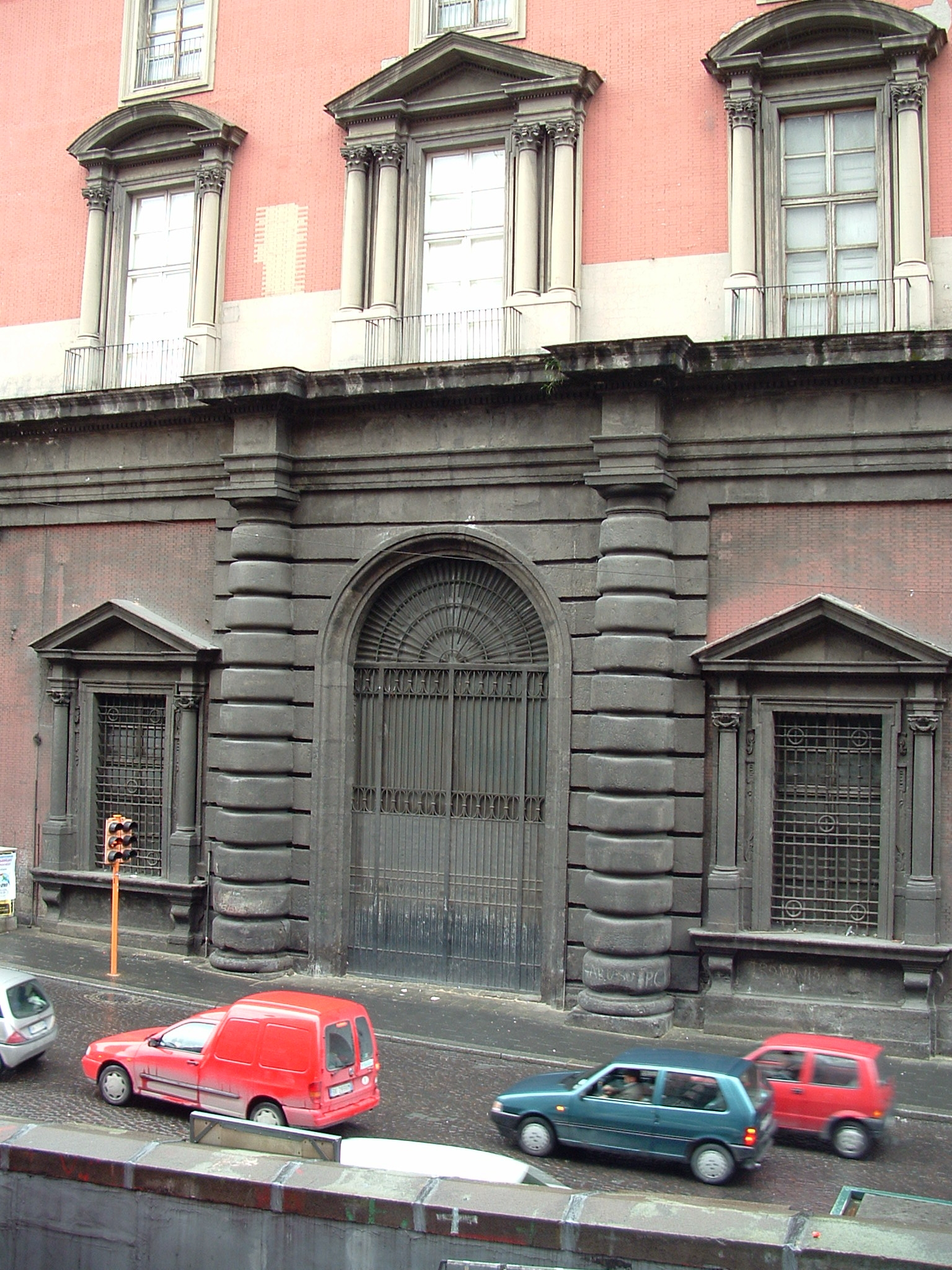
Ingresso originario del primo nucleo del Palazzo degli Studi

Giulio Cesare Fontana (Roma, 12 febbraio 1580 – Napoli, 9 giugno 1627) è stato un architetto e ingegnere italiano, attivo principalmente a Napoli e dintorni.

## Biografia
Figlio del noto Domenico Fontana e di Elisabetta Paduschi, si formò nella bottega paterna insieme allo zio Giovanni Fontana, al cugino Carlo Maderno, Matteo Castelli e Girolamo Rainaldi. Arrivò nel regno di Napoli insieme al padre nel quale collaborò ai progetti della Dogana nuova (1594) e alle cripte del Duomo di Salerno e del Duomo di Amalfi. L'anno precedente chiama Bartolomeo Picchiatti da Ferrara come collaboratore ed esecutore.
Nel 1607, al seguito della morte del padre, divenne ingegnere maggiore del Regno restaurando Castel Nuovo e dirigendo i cantieri del Palazzo Reale. Nel medesimo anno partecipò al concorso per la reale cappella del Tesoro di san Gennaro, indetto dalla Deputazione della Real Cappella del Tesoro; al concorso parteciparono alcuni dei più rilevanti architetti e ingegneri del panorama napoletano come Ceccardo Bernucci, Giovan Battista Cavagna, Francesco Grimaldi, Giovanni Cola di Franco, Michelangelo Naccherino, Dionisio Nencioni di Bartolomeo e Giovan Giacomo Di Conforto. I progetti furono giudicati da una commissione a Roma e tra essi furono preferiti quelli di padre Grimaldi e Giovanni Cola di Franco.
Fino al 1612 fu direttore dei cantieri delle cripte di Salerno e Amalfi. Contemporaneamente progettò a Napoli le fosse del grano in Largo Mercatello (Piazza Dante). Nel 1612 fu incaricato, dal viceré Pedro Fernández de Castro conte di Lemos, di riconvertire la precedente cavallerizza in Palazzo dei Regi Studi - oggi è il Museo Archeologico Nazionale di Napoli - nel frattempo operò nella sistemazione dei Regi Lagni.
Nel 1626 disegnò il portale dell'Annunziata ad Aversa, partecipò alla realizzazione dell'oratorio di San Carlo Borromeo nei pressi della chiesa di Sant'Anna dei Lombardi. Nella stessa chiesa fu autore del Monumento sepolcrale di Domenico Fontana, datato 1627, che fu gravemente danneggiato durante la seconda guerra mondiale e successivamente ricomposto senza alcune parti.